# Tolkien Reading Day

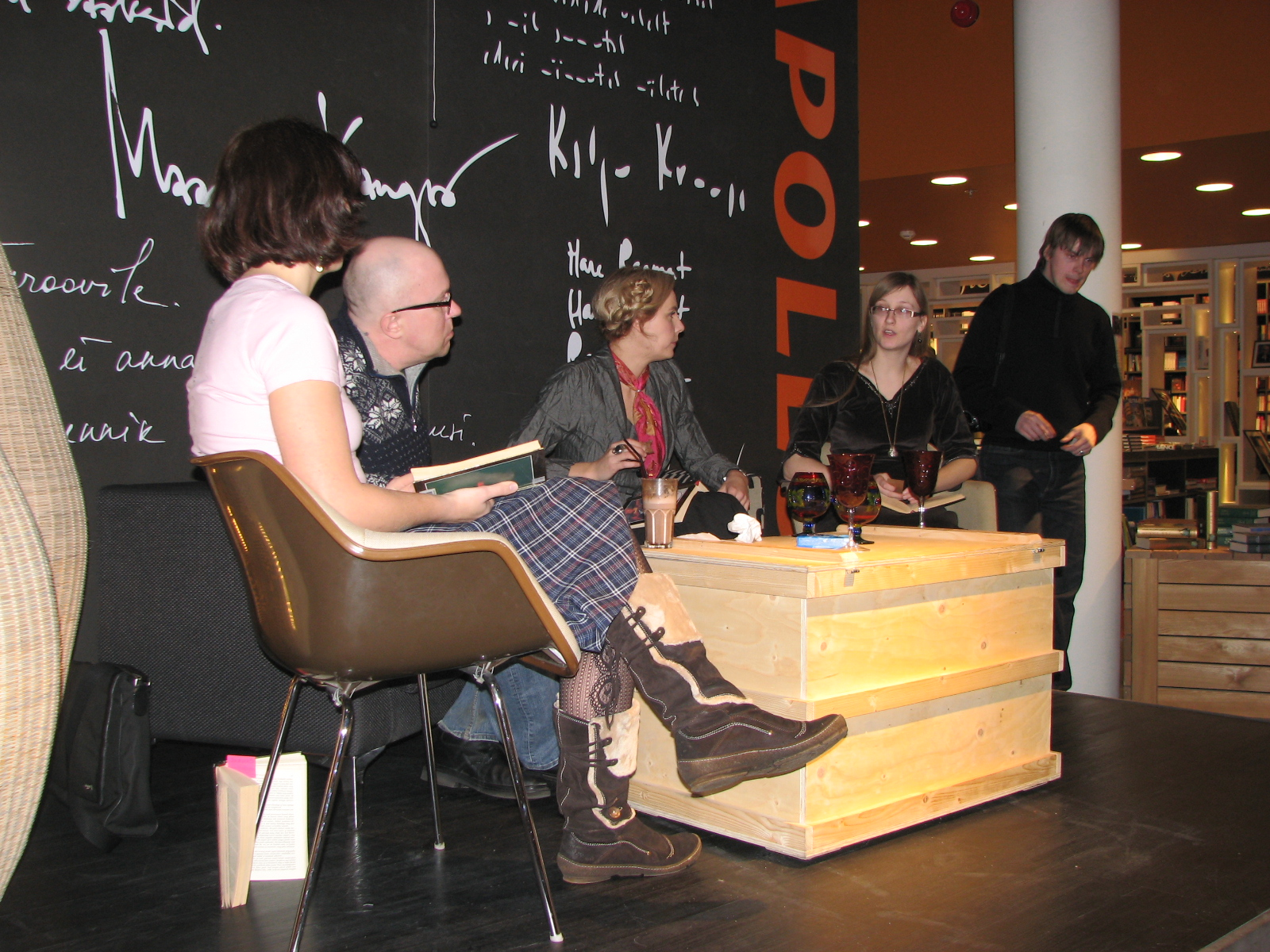
À partir de la gauche : Tindome, Mart Juur, Pille Minev et Inwe lisant The Tale of Beren and Lúthien lors de la Tolkien reading day de 2011 à Tallinn.

Le Tolkien Reading Day (qui peut être traduit en français par jour de lecture de Tolkien) est un événement annuel célébré le 25 mars et visant à encourager la lecture des travaux de l'écrivain britannique J. R. R. Tolkien. Il a été lancé par la Tolkien Society en 2003. 
Le 25 mars coïncide avec la chute de Sauron dans Le Seigneur des anneaux, roman le plus connu de l'auteur.

## Thèmes par année
| Année | Thèmes                                                  |
| ----- | ------------------------------------------------------- |
| 2013  | les Paysages de Tolkien                                 |
| 2014  | l'Espoir                                                |
| 2015  | l'Amitié                                                |
| 2016  | Vie, mort, immortalité                                  |
| 2017  | Poésie et chants dans l'œuvre de Tolkien                |
| 2018  | Maison et Foyer : les nombreuses façon d'être un Hobbit |
| 2019  | Tolkien et le Mystérieux                                |
| 2020  | Nature et Industrie                                     |
| 2021  | Espoir et Courage                                       |
| 2022  | l'Amitié                                                |